# 生產系統
生產系統（Production system）是將輸入資源轉換為期望產出的過程，而轉換的過程可分為下列幾種類型：
- 實體的：如製造業
- 位置的：如運輸業
- 交換的：如零售業
- 儲存的：如倉儲業
- 生理的：如醫療照護
- 資訊的：如通訊業

## 定義
生产系统是在保证人员、设备和设施安全的基础上，按照预定的品质、价格和数量的要求，在预定的日期最经济地将输入资源转换为期望产出，对管理系统与作业系统加以整顿和运用，使人、材料和设备得到有效利用的体系。